# Yes Day
Yes Day ist eine US-amerikanische Filmkomödie von Miguel Arteta, der am 12. März 2021 seine Premiere auf dem Streaming-Dienst Netflix hatte. Der Film basiert auf dem Kinderbuch von Tom Lichtenheld und Amy Krouse Rosenthal.

## Handlung
Die Eltern Allison und Carlos Torres sehen ein, dass sie zu oft „Nein“ sagen und beschließen, dass für 24 Stunden die Kinder das Sagen haben. Von dort an müssen sie also jeden Vorschlag der Sprösslinge bejahen.
Vor dem Beginn schließen Katie und Allison eine Wette ab, bei der es darum geht, ob Katie zu einem Konzert fahren darf oder nicht. Im Anschluss folgt eine Reise voller Abenteuer durch Los Angeles, die die Familie am Ende näher bringt. Dabei fertigen die Kinder eine Liste mit ihren fünf größten Wünschen an. Dabei essen sie als Erstes einen Eisbecher für 40 Dollar. Für den zweiten Wunsch fahren sie mit offenen Fenstern durch eine Waschstraße. Der dritte Wunsch besteht darin, dass die ganze Familie ein fiktives Spiel namens Kablowey spielt. Kablowey ist etwas Ähnliches wie Paintball nur mit Limonade in Ballons. Die Teams müssen die Fahnen des Gegners erobern, was wiederum an Capture the Flag erinnert. Das Spiel gewinnt das blaue Team mit Mutter Allison. Als vierter Wunsch erlauben Allison und Carlos, die 30-Kilometer-Regel zu brechen und fahren in einen weiter entfernten Freizeitpark.
Im Freizeitpark verbietet Allison Katie zunächst das Konzert. Allison will es wieder gut machen, indem sie ihrer Tochter einen Kuscheltier-Gorilla schenkt, den sie an einem Schießstand gewinnen möchte. Dabei eskaliert sie jedoch komplett, prügelt sich mit einer anderen Frau und überfällt dabei den Stand. Während die Eltern auf der Polizeistation warten, fahren die Kinder mit zwei Freundinnen von Katie weg. Zuerst fährt sie zum Konzert, während Nando und seine kleinere Schwester auf der Nerdparty von Wunsch fünf bleiben. Die Polizei fährt mit Allison los, um Katie vom Konzert abzuholen. Anschließend bittet sie die Musikerin, Katie zu rufen, was sie machte, indem sie ihr Kinderlied spielte. Anschließend blieben die beiden zusammen auf dem Konzert und durften mit der Sängerin auf der Bühne singen.
Auf der Nerdparty haben mittlerweile alle Schaum im ganzen Haus verteilt. Carlos stoppt die Party und animiert die Kinder zum Aufräumen. Nachdem auch Allison mit Katie zu Hause ankommt, erfüllen Carlos und Allison den letzten Wunsch ihrer Sprösslinge und übernachten als Familie im Garten in einem Zelt.

## Produktion
Im September 2018 wurde bekannt gegeben, dass Jennifer Garner zur Besetzung des Films gestoßen ist, wobei Miguel Arteta nach einem Drehbuch von Justin Malen Regie führte. Im Oktober 2019 traten Jenna Ortega, Édgar Ramírez und Julian Lerner zur Besetzung des Films bei. Im April 2020 gab Megan Stott bekannt, dass auch sie nun im Film mitspielt.
Die Hauptverfilmung begann im November 2019 in Los Angeles.